# Jean-Charles Laveaux
Pour les articles homonymes, voir Laveaux.
Jean-Charles Laveaux, dit Jean-Charles Thibault de Laveaux, né à Troyes le 17 novembre 1749 et mort à Paris le 15 mars 1827, est un grammairien et lexicographe français.

## Biographie
Également journaliste, historien et traducteur, il est l’auteur de plusieurs dictionnaires parmi lesquels son Dictionnaire synonymique et son Dictionnaire raisonné des difficultés grammaticales et littéraires ont fait date dans l’histoire de la lexicographie française[réf. nécessaire].
Après des études à Troyes et à Paris, Jean-Charles Laveaux est professeur de langue française à Bâle, puis professeur de littérature française à Stuttgart et à Berlin, où Frédéric II l’a invité à participer à des travaux historiques sur la monarchie prussienne.
De retour en France en 1791, il dirige le journal politique et littéraire le Courrier de Strasbourg, puis s’installe un an plus tard à Paris où il est rédacteur en chef du Journal de la Montagne pendant la Terreur. Après plusieurs séjours en prison, il délaisse la politique et devient professeur de langues anciennes, puis chef de bureau à la préfecture de la Seine sous le Consulat et inspecteur général des prisons et hospices de la Seine sous l'Empire, poste dont il est destitué à la Restauration.
Il est le grand-père du grammairien Charles Marty-Laveaux.

## Principales publications

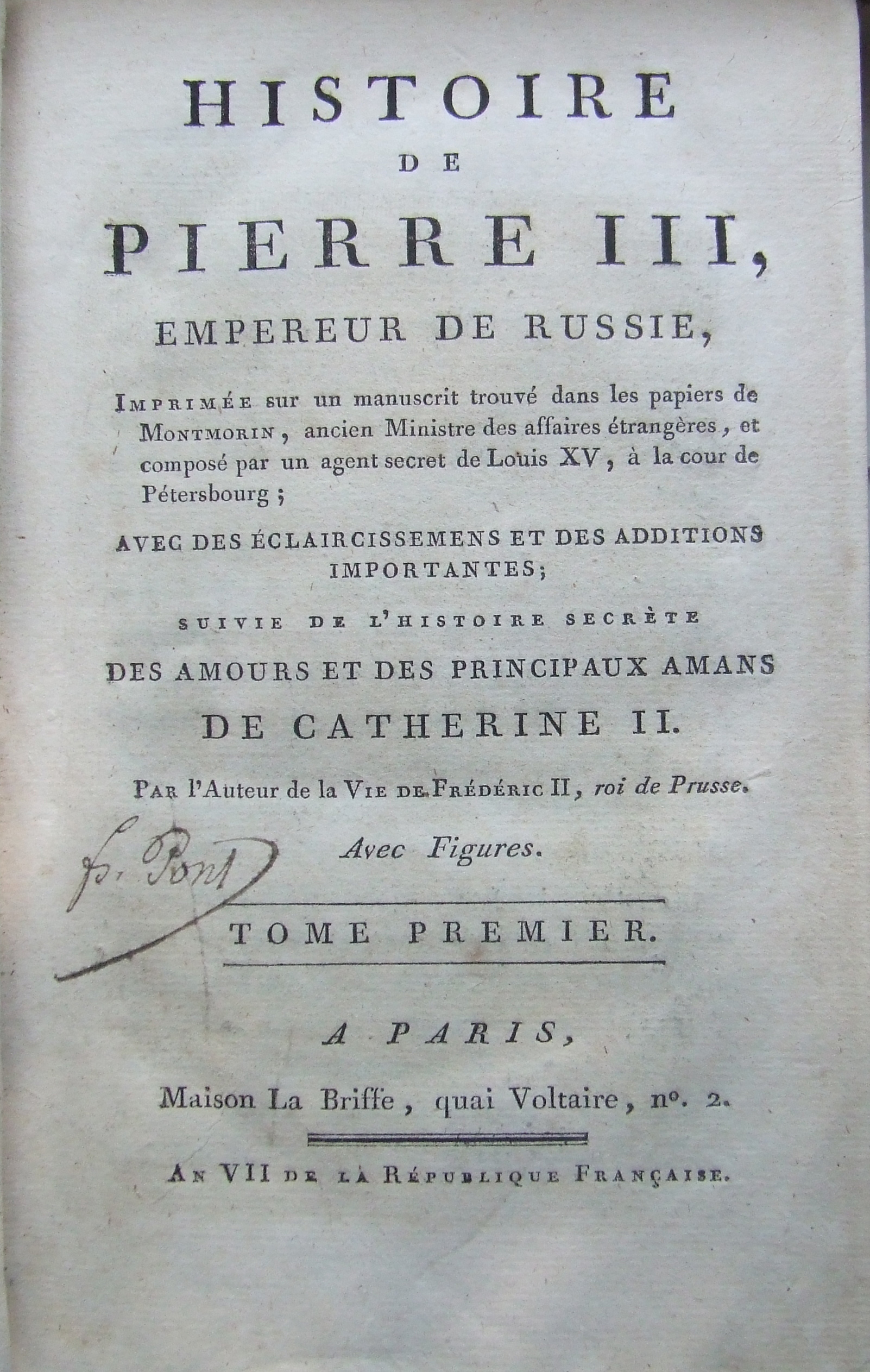
Page de titre de L'Histoire de Pierre III, vol. I, 1799.

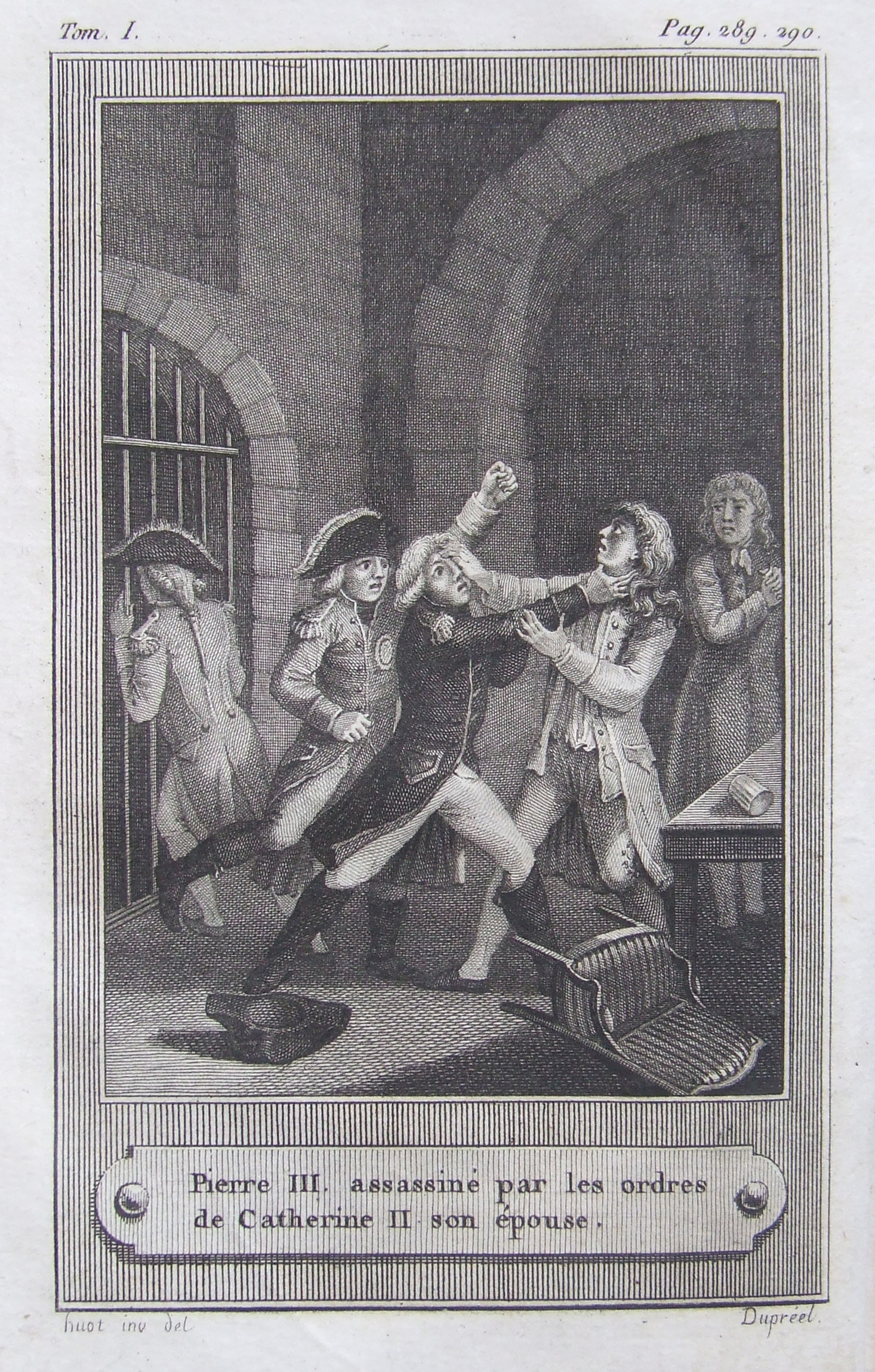
Frontispice à L'Histoire de Pierre III, vol. I, gravure, 1799.

- Cours théorique et pratique de langue et de littérature française (2 volumes, 1784-1785) [bpt6k82621q.pdf lire en ligne] sur Gallica [bpt6k826222.pdf lire en ligne] sur Gallica
- Dictionnaire français-allemand et allemand-français (2 volumes, 1784-1785 ; 1803)
- Eusèbe, ou les Beaux profits de la vertu dans le siècle où nous vivons (1785)
- Vie de Frédéric II, roi de Prusse, accompagnée de remarques, pièces justificatives, et d’un grand nombre d’anecdotes dont la plupart n’ont point encore été publiées (7 volumes, 1787-1789)
- De la Monarchie prussienne sous Frédéric le Grand (avec Jakob von Mauvillon, 8 volumes, 1788)
- Frédéric II, Voltaire, Jean-Jacques d’Alembert et l’Académie de Berlin vengés du Secrétaire perpétuel de cette académie (Formey), ou M. Formey peint par lui-même avec plusieurs lettres curieuses de M. Voltaire (1789)
- Journal d’instruction civique et politique dédié aux citoyens de bonne foi (1793)
- Histoire des premiers peuples libres qui ont habité la France (avec Nicolas Moutardier, 3 volumes, 1798)
- Histoire de Pierre III, empereur de Russie, suivie de l’Histoire secrète des amours et des principaux amans de Catherine II (3 volumes, 1798 (1799?))
- Nouveau dictionnaire de la langue française (2 volumes, 1820 ; 1828)
- Dictionnaire raisonné des difficultés grammaticales et littéraires de la langue française (1818 ; 1822). Réédité par son petit-fils, Charles Marty-Laveaux, en 1846. lire en ligne sur Gallica
- Nouveau dictionnaire portatif de la langue française (1825) lire en ligne sur Gallica
- Dictionnaire synonymique de la langue française (1826)

### Éditions
- Œuvres posthumes de Frédéric II, roi de Prusse (15 volumes, 1788)
- Dictionnaire de l’Académie française, augmenté de plus de vingt mille mots (1842)

### Traductions
- Christoph Martin Wieland : Musarion, ou la Philosophie des Grâces (1780) Texte en ligne
- Érasme : Éloge de la folie (1782)
- Michael Ignaz Schmidt : Histoire des Allemands (8 volumes, 1784-1789)
- Ludwig Müller : Tableau des guerres de Frédéric le Grand, ou Plans figurés de vingt-six batailles rangées ou combats essentiels donnés dans les trois guerres de Silésie, avec une explication précise de chaque bataille (1785)
- Johann Martin Miller : Siegwart (2 volumes, 1785)
- Marcus Elieser Bloch : Ichthyologie, ou Histoire naturelle générale et particulière des poissons, avec des figures enluminées (6 volumes, 1785-1797)
- Franz Georg Anton von Miller : Tactique pure pour l’infanterie, la cavalerie et l’artillerie (2 volumes, 1788)
- Georg Joachim Zollikofer : Sermons sur le prix des choses les plus importantes de ce monde, suivis d’Exercices de piété (2 volumes, 1798)

### Journalisme
- Journal de la Montagne (1793-1794) Fascicules en ligne